# Maja Alm
Maja Møller Alm (født 10. juli 1988) er en dansk orienteringsløber og atletikudøver. Maja Alm, der indstillede elitekarrieren i efteråret 2021, har vundet syv VM-titler og er den danske orienteringsløber, der har vundet flest VM-titler gennem tiden. Derudover har hun vundet to guldmedaljer ved World Games og en stribe danmarksmesterskaber. I orienteringsløb har hendes særlige styrke været på de korte orienteringsdistancer og som en stærk afsluttende løber på stafethold. Seks gange – i 2007, 2012, 2014, 2016, 2017 og 2018 – er hun blevet kåret til 'Årets o-løber' af Dansk Orienterings-Forbund.
Frem mod OL i Tokyo 2020 skiftede hun hovedfokus til atletik og for at kvalificere sig til OL på 5000 meter-distancen. Hun har vundet en stribe danske mesterskaber i 1500 meter, 3000 meter, cross og halvmaraton, og hun har fire gange sat ny dansk indendørsrekord på 3000 meter i 2019 og 2020. Efter udsættelsen af OL besluttede hun i februar 2021 at opgive at satse på legene og i stedet igen koncentrere sig om orienteringsløb og VM i 2021, hvor hun fik comeback med en bronzemedalje på sprint-distancen.
Maja Alm er vokset op i Rødekro, og blev bragt ind i orienteringssporten af sine forældre, der begge er aktive løbere. Hun løb sit første o-løb som 6-årig. Som 18-årig flyttede hun til Nordsjælland for at træne fokuseret. I orienteringssammenhænge løber hun for orienteringsklubben HTF (Haderslev) og OK Pan (Aarhus), mens hun i atletik løber for AGF. Ved siden af den sportslige karriere har hun uddannet sig til tandlæge i februar 2019.

## Resultater i orienteringsløb

### VM
Samlet set har Maja Alm vundet syv VM-titler og i alt 17 VM-medaljer. Dermed er hun den danske orienteringsløber, der har vundet fleste VM-titler og medaljer gennem tiden. Hun har især udmærket sig på sprint-distancen i orienteringsløb, hvor hun har vundet VM-titlen fire år i træk: 
2015 (Inverness, Skotland), 
2016 (Strömstad, Sverige),   
2017 (Tartu, Estland) 
og 2018 (Riga, Letland). 
Derudover har hun to gange vundet VM-titlen på sprint-stafetten. I 2016 sammen med mix-stafetholdet Cecilie Friberg Klysner, Tue Lassen og Søren Bobach
og i 2015 sammen med mix-stafetholdet Emma Klingenberg, Tue Lassen og Søren Bobach. Hun har ligeledes vundet VM-titlen på kvinde-stafetten i 2015 sammen med Ida Bobach og Emma Klingenberg.
Maja Alm har derudover vundet ti sølv- og bronzemedaljer. Ved VM i Tjekkiet (2021) vandt hun bronze på sprint-distancen. Ved VM i Letland (2018) vandt hun sølv på lang-distancen og bronze på sprint-stafetten sammen med mix-stafetholdet Amanda Falck Weber, Tue Lassen og Jakob Edsen.    
Det var en gentagelse af resultaterne fra VM i Estland i 2017, hvor hun også vandt sølv på den lange distance
og var med på mix-stafetholdet med Cecilie Friberg Klysner, Andreas Hougaard Boesen og Tue Lassen, der vandt sølv på sprint-stafetten.
Ved VM i Sverige i 2016 var Maja Alm den afsluttende løber på det kvinde-stafethold med Signe Klinting og Ida Bobach, der vandt sølv.   
Ved VM i Italien i Trentino i 2014 vandt hun to sølvmedaljer. Den ene var på sprint-stafetten sammen med mix-stafetholdet Emma Klingenberg, Tue Lassen og Søren Bobach. Den anden var på kvinde-stafetten sammen Emma Klingenberg og Ida Bobach. 
Hun vandt herudover en bronzemedalje på sprint-distancen. 
Ved VM i Lausanne i Schweiz i 2012 vandt hun sølv på sprint-distancen.

### EM
Maja Alm har i alt vundet seks EM-medaljer fordelt på fem europamesterskaber. Ved EM 2018 i Lugano i Schweiz vandt hun bronze på kvinde-stafetten sammen med Cecilie Friberg Klysner og Ida Bobach.   
Ved EM 2016 i Jesenik i Tjekkiet vandt hun bronze på sprint-distancen 
og sølv på sprint-stafetten sammen med mix-stafetholdet Cecilie Friberg Klysner, Tue Lassen og Søren Bobach.   
Ved EM 2014 i Palmela, Portugal vandt hun sølv på mellem-distancen. 
Endelig vandt hun bronze på sprint-distancen både ved EM 2012 i Falun, Sverige 
og ved EM 2010 i Primorsko, Bulgarien.

### DM
Maja Alm har vundet en hel stribe DM-titler, og selv om hun i VM-sammenhænge mest er kendt for sin styrke på sprint-distancerne, har hun ved DM vundet i fem forskellige individuelle discipliner: sprint, mellem, lang, ultra-lang og nat-orienteringsløb. Et enkelt år - 2009 - opnåede hun at få medaljer i samtlige discipliner. Senest vandt hun sprint-distancen i 2019.
Samlet set er det blevet til 22 DM-titler i orienteringsløb, når stafet og ungdomstitler ikke medregnes.

Medaljeoversigt ved danske mesterskaber
2023
- Guld, Lang, (Rosenvold)

2019
- Guld, Sprint, (Grindsted By)

2018
- Guld, Ultralang, (Jægerspris)

2017
- Guld, Sprint, (Støvring)
- Guld, Ultra-lang, (Rold)
- Bronze, Stafet, (Langesø)

2016
- Guld, Sprint, (Haderslev)
- Guld, Mellem, (Mols Bjerge)
- Guld, Ultra-lang, (Rømø)

2015
- Sølv, Sprint, (Roskilde)
- Guld, Lang, (Aulum)
- Guld, Ultra-lang, (Gribskov Øst)
- Sølv, Stafet, (St. Hjøllund)

2014
- Guld, Sprint, (Lemvig)
- Sølv, Mellem, (Nørreskoven)
- Sølv, Ultra-lang, (Nørlund Plantage - Harrild Hede)

2013
- Sølv, Sprint, (Nordby)
- Guld, Nat, (Guldborgland)

2012
- Bronze, Mellem, (Nørresø)
- Guld, Lang, (Husby)

2011
- Guld, Sprint, (Silkeborg by)
- Sølv, Lang, (Gyttegaard)
- Sølv, Ultra-lang, (Bidstrup)

2010
- Guld, Sprint, (Nyborg Vold)
- Sølv, Mellem, (Sukkertoppen - Færchs Plantage)
- Guld, Ultra-lang, (Krengerup)
- Guld, Nat, (Grenaa Plantage)

2009
- Guld, Sprint, (Vordingborg By)
- Guld, Mellem, (Gødding Mølle)
- Guld, Lang, (Linaa Vesterskov)
- Sølv, Ultra-lang, (Harager Hegn - Gribskov)
- Bronze, Stafet, (Velling - Snabegaard)
- Guld, Nat, (Søgaard)

2008
- Guld, Lang, (Rømø)

2007
- Sølv, Lang, (Klinteskoven)

### World Cup
Maja Alm er tre gange blevet nr. tre i Det Internationale Orienteringsforbunds samlede  World Cup for kvinder. Første gang var i 2010, mens anden og tredje gang var i 2014 og 2016.
I 2017 vandt Maja Alm guld med en World Cup-sejr på sprintdistancen i Lohja i Finland.

### World Games - orienteringsløb
Maja Alm har to gange vundet guld ved World Games, der er en international sportsbegivenhed beregnet for de sportsgrene, der ikke indgår i De Olympiske Lege. Ved World Games 2017 i Wroclaw, Polen vandt hun guld på både sprint-distancen
og på sprint-stafetten sammen med mix-stafetholdet Cecilie Friberg Klysner, Andreas Hougaard Boesen og Søren Bobach.
Ved World Games 2013 i Cali, Colombia vandt Maja Alm bronze på sprint-distancen og sølv på sprint-stafetten, hvor hun løb sammen med Tue Lassen, Ida Bobach og Rasmus Thrane Hansen. 
Maja Alm deltog også ved World Games 2009 i Kaohsiung, Taiwan, hvor hun dog endte uden for medaljerækkerne.

### Internationale orienterings-stafetter
Venla Maja Alm har to gange vundet den årligt tilbagevendende orienteringsstafet Venla i Finland med et dansk stafethold fra OK Pan Aarhus. På hvert stafethold er der fire kvinder. I 2013, hvor Maja Alm løb 3.-turen, var det sammen med Ida Bobach, Miri Thrane Ødum og Emma Klingenberg. I 2014, hvor Maja Alm også løb 3.-turen, var det sammen med Emma Klingenberg, Signe Søes og Ida Bobach.
Tiomila Maja Alm har også to gange vundet den årligt tilbagevendende orienteringsstafet Tiomila i Sverige med et dansk stafethold fra OK Pan Aarhus. I denne stafet er der fem kvinder på hvert hold. I 2014, hvor Maja Alm løb 4.-turen, var det sammen med Miri Thrane Ødum, Ita Klingenberg, Ida Bobach og Signe Søes. I 2016, hvor Maja Alm løb sidste-turen, var det sammen med Signe Søes, Stine Bagger Hagner, Josefine Lind og Ida Bobach.

### Junior-VM
Maja Alm har også vundet to VM-medaljer som junior. I 2007 vandt hun bronze på sprint-distancen ved junior-VM i orientering i Dubbo i Australien.  Mens hun vandt sølv på kvinde-stafetten sammen med Ida Bobach og Signe Klinting i Gøteborg i 2008.

## Resultater i cross
Maja Alm deltager med mellemrum i cross country, hvor hun har vundet flere DM-titler. Første gange var ved inde-DM i cross 2011 hvor hun vandt guld på den korte distance og sølv på den lange distance. Derudover var hun med på de AGF-hold, der vandt DM-titler på hhv. den korte og lange distance. Senere har hun vundet guld på den korte distance i 2014 og i 2017 og på den lange distance i 2018.
Medaljeoversigt ved DM i Cross
- Guld, 2018, lang cross
- Guld, 2017, kort cross
- Guld, 2014, kort cross
- Guld, 2011, kort cross
- Guld, 2011, kort cross-hold
- Sølv, 2011, lang cross
- Guld, 2011, lang cross-hold

## Resultater i atletik
Maja Alm har udtalt, at hun gerne vil forsøge at kvalificere sig til OL i Tokyo i 2020, hvor hun vil satse på 5.000 meter distancen. I juli 2017 løb hun 5000 meter på tiden 15:40.73 min ved Nacht van de Atletiek-stævnet i Belgien. I juli 2019 løb hun samme distance i 15.36.33, hvilket stadig er 14 sekunder fra tidskravet til VM.
På 3.000 meter har hun fire gange forbedret den danske indendørs-rekord. Første gang var den 10. februar 2019 med tiden 9:14.87 ved Nordenkamp i Bærum, Norge. Anden gang var med tiden 9.11.65 ved DM 2019 i Skive. Tredje gang var den 9. feb. 2020 med tiden 9.09.24 ved Nordenkamp i Helsinki, og fjerde gang forbedrede hun rekorden til 9.04.78 ved DM i indendørs atletik i Odense den 23. februar 2020. Hendes bedste udendørs-tid på 3.000 meter-distancen er 9:05.88. Ved indendørs-DM i Skive i 2019 vandt hun 1500 meter distancen i tiden 4:21,57 min.
I efteråret 2019 vandt hun DM i halvmaraton i tiden 1.11.54 ved Copenhagen Half Marathon. Løbet var hendes første forsøg på distancen.

## Andre udmærkelser
I 2022 blev Maja Alm udnævnt til 'Æresmedlem' af Dansk Orienteringsforbund.
Maja Alm er seks gange – i 2007, 2012, 2014, 2016, 2017 og 2018 – blevet udnævnt til 'Årets o-løber' af Dansk Orienterings Forbund.
I 2015 vandt hun læserafstemningen om 'Orienteering achievement of 2015' i det internationale orienteringsblad 'World of O'.
I både 2015, 2017, og 2018 var hun nomineret hos Danmarks Idrætsforbund til 'Årets Sportsnavn' uden dog at vinde titlen.
I 2016 var Maja Alm også nomineret til sportsprisen 'B.T. Guld'. Mens Maja Alm i 2017 var blandt 13 AU-studerende elitesportsstjerner, der blev hyldet af Aarhus Universitet for de sportslige præstationer og evnen til at gennemføre en akademisk uddannelse ved siden af sportskarrieren.
I 2018 var hun nomineret til 'Kulturministerens Idrætspris', og i 2021 udvalgte Danmarks Idræts Forbund hende til at være blandt de 125 største danske atleter i DIF's 125 år lange historie..
I 2018 fik Maja Alm 240.000 kr. i støtte af Salling Fondene som støtte til at nå sit mål om at komme med til OL i 2020.